# Pattie Maes
Pattie Maes (Brussel, 1961) is een Belgische informaticus, en professor aan MIT's Media Laboratory. Ze is daar gespecialiseerd in ambient intelligence. Ze is (co-)auteur van vele artikels over kunstmatige intelligentie en heeft meerdere prijzen gewonnen voor haar werk op dit gebied.

## Biografie
Maes studeerde computerwetenschappen aan de Vrije Universiteit Brussel en behaalde haar licentiaatsdiploma in 1983. In 1987 promoveerde ze op het onderwerp Computational Reflection. Twee jaar later vertrok ze naar de Verenigde Staten waar ze aan het Massachusetts Institute of Technology onderzoek verrichtte naar kunstmatige intelligentie. Dit deed ze samen met Rodney Brooks. In 1991 begon ze met lesgeven aan het Media Lab van hetzelfde instituut. In 1990 richtte ze aldaar de Software Agents Group op en in 1995 hielp ze met de oprichting van het bedrijf Firefly Networks. Dit bedrijf werd in 1998 verkocht aan Microsoft. Ook was ze een van de oprichters van Open Ratings dat later weer verkocht werd aan Dun & Bradstreet.
Voor haar werk heeft ze meerdere prijzen ontvangen. Zo ontving ze in 1995 de World Wide Web category prize uitgegeven door Ars Electronica. Ook ontving ze een eredoctoraat van de Vrije Universiteit Brussel en het World Economic Forum kende haar de titel Global Leader for Tomorrow toe. In 2018 won ze de Insead Innovator Prize.